# Manuel Arranz Herrero
Manuel Arranz Herrero   (Barcelona, 1946 - 1990) fou un professor, historiador i arxivista català.

## Biografia
Es va doctorar l'any 1979 en Història General, amb la tesi Els professionals de la construcció a la Barcelona del segle XVIII, publicada de manera pòstuma el 1991.
Va exercir com a professor de Ciències Econòmiques entre 1970-1982, i a l'Institut de Ciències de l'Educació de la UB. Va coordinar recerques sobre el patrimoni industrial. Dirigí l'Arxiu Municipal d'Esplugues de Llobregat entre 1985-1990. Va dedicar part dels seus esforços a la investigació històrica sobre el patrimoni artístic de Barcelona. Les seves investigacions es van centrar també en aspectes de la Catalunya dels segles xviii i xix, com ara els moviments migratoris, l'arquitectura i la construcció, i l'economia.
Al Poblenou de Barcelona, va ser membre cofundador de l'Ateneu Popular la Flor de Maig, i membre i president de l'Arxiu Històric del Poblenou.

## Publicacions
Fou autor o coautor dels llibres:
- El Parc de la Ciutadella, una visió històrica (1984)
- Anàlisi històrica de l'Ajuntament de Barcelona (segles XVIII-XX)
- Els March de Reus i el seu Palau a la rambla de Barcelona (1987)
- Mestres d'obres i fusters. La construcció a Barcelona en el segle XVIII (1991)
- La menestralia a Barcelona al segle xviii. Els gremis de la construcció (2001)
- La Rambla de Barcelona. Estudi d'història urbana (2003)[2]